# Corythucha salicata
Corythucha salicata är en insektsart som beskrevs av Gibson 1918. Corythucha salicata ingår i släktet Corythucha och familjen nätskinnbaggar. Inga underarter finns listade i Catalogue of Life.